# Al-Rabita FC
Al-Rabita Football Club w skrócie Al-Rabita FC – południowosudański klub piłkarski z siedzibą w Dżubie, występujący w pierwszej lidze południowosudańskiej.

## Sukcesy
- Puchar Sudanu Południowego[1]:
  - zwycięstwo (1): 2020.

## Występy w afrykańskich pucharach
| Sezon     | Rozgrywki           | Runda   | Kraj     | Klub       | Dom | Wyjazd | Dwumecz |
| --------- | ------------------- | ------- | -------- | ---------- | --- | ------ | ------- |
| 2020/2021 | Puchar Konfederacji | wstępna | Tanzania | Namungo FC | –   | 0–3    | 0–3     |

## Stadion
Domowe mecze klub rozgrywa na stadionie o nazwie Juba Stadium w Dżubie, który może pomieścić 12000 widzów.